# Barretina

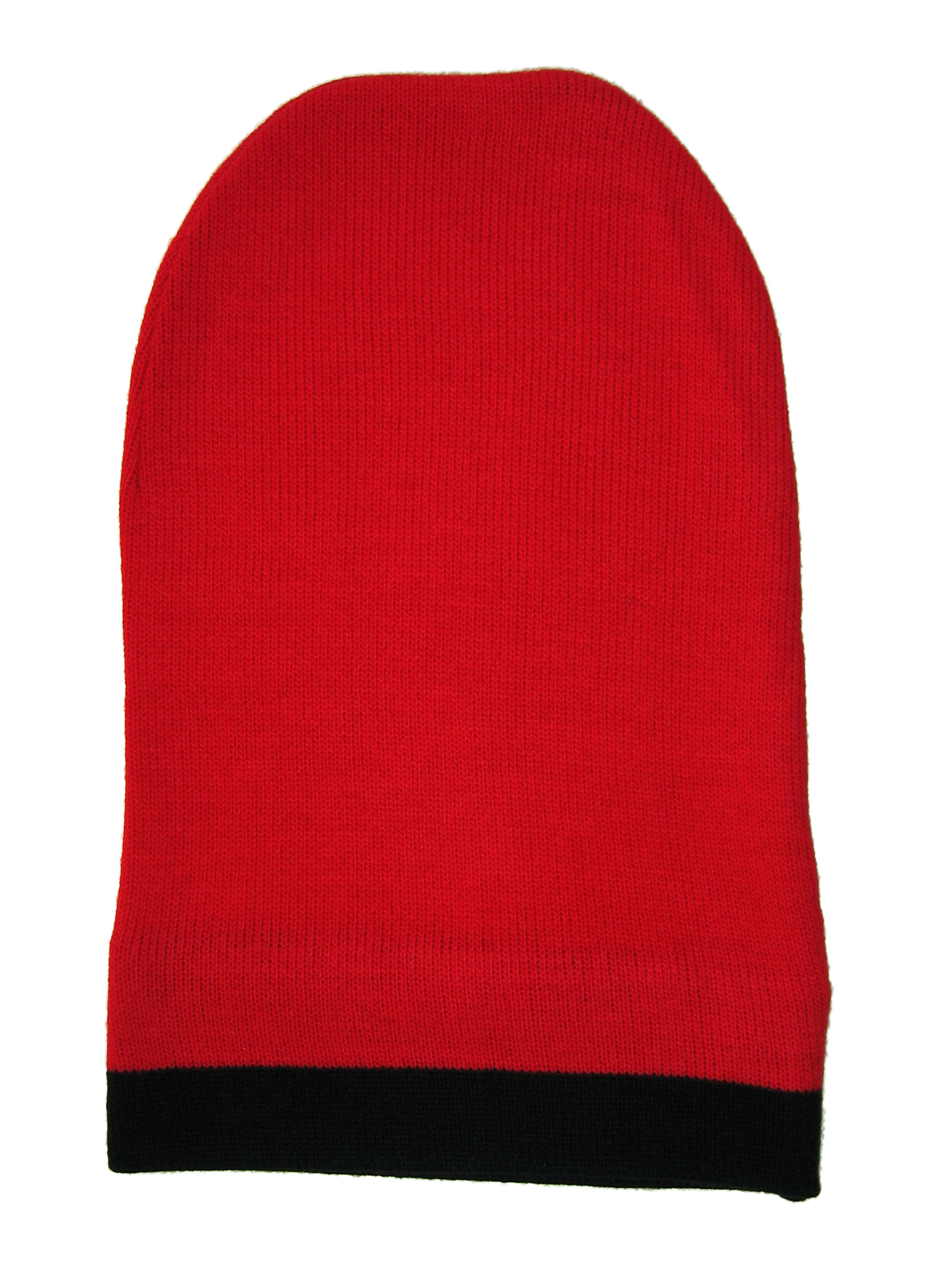
Barretina

La barretina o gorro catalán es un gorro de lana en forma de bolsa que se usa en Cataluña, España. Es de color rojo o morado, y a veces con una franja negra alrededor de la abertura, que en su origen se asociaba a marineros y judíos. Se la ha relacionado también con el gorro frigio rojo utilizado desde 1789, tras la Revolución francesa, por los republicanos, simbolismo que pronto se extendería por Europa y los nuevos estados americanos.

## Tipología y uso

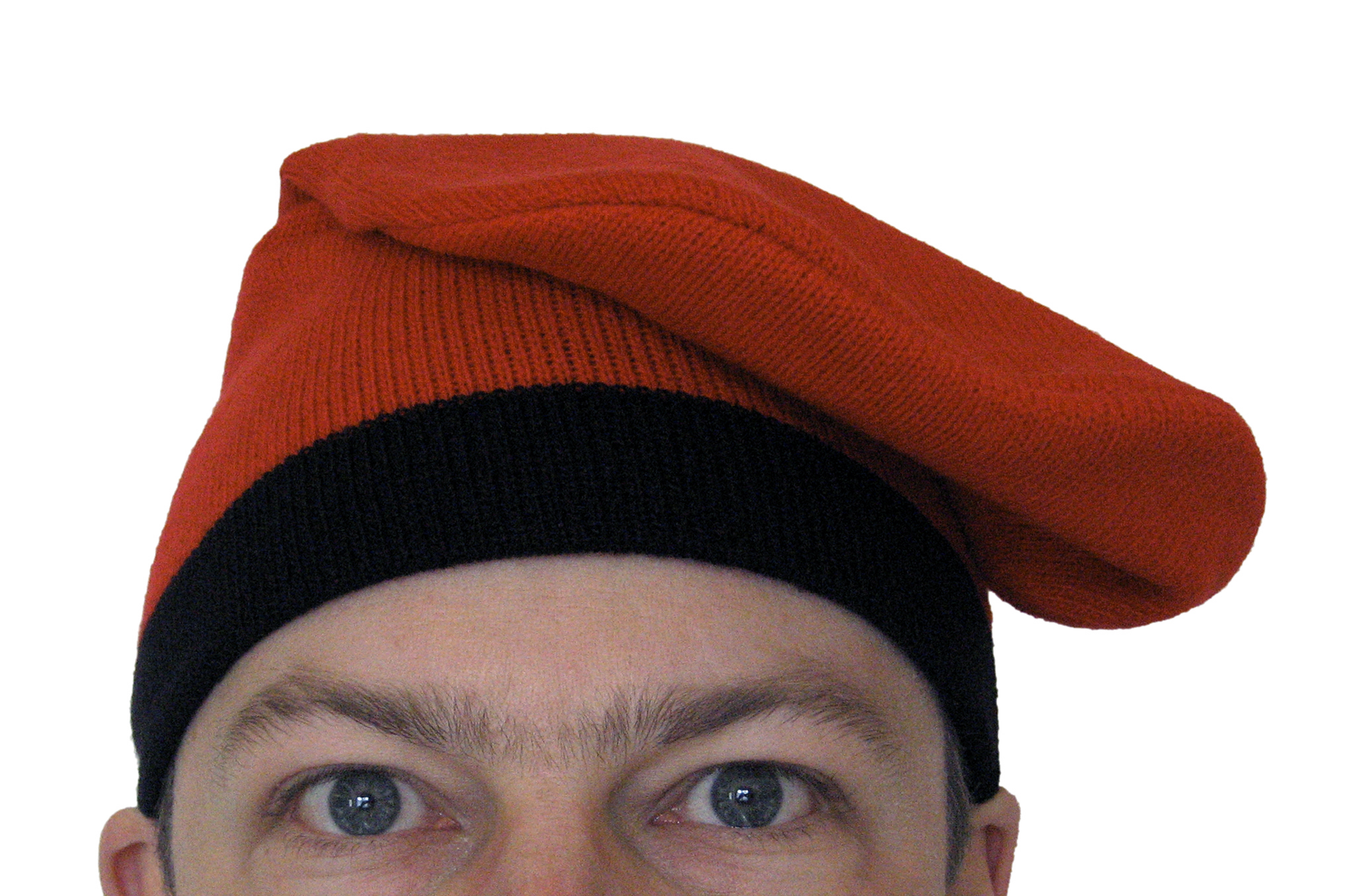
Barretina

En sus diferentes variantes se extendía por un buen número de pueblos marineros cristianos del Mediterráneo como Cataluña, Valencia, Ibiza, Alta Provenza, Sicilia, Córcega, Cerdeña, parte de Nápoles y de los Balcanes y en algunas zonas de Portugal y Aragón. En Cataluña, Aragón e Ibiza los hombres llevaron barretina hasta finales del siglo XIX, especialmente en las zonas rurales.
Aunque la barretina ha caído en desuso en la vida cotidiana, sigue estando considerada como un símbolo de la identidad catalana y se utiliza en actos folclóricos de identidad cultural, como los bailes de sardanas o en las figuras de los belenes. Como tocado indumentario aparece en la iconografía de personajes tan dispares como Jacinto Verdaguer o Salvador Dalí.